# Ommata peruviensis
Ommata peruviensis là một loài bọ cánh cứng trong họ Cerambycidae.